# Куарт
Куарт (Кварт; лат. Quartus — «четвертий») — апостол від сімдесяти. Згадується в посланні апостола Павла до Римлян: «Вітає вас Ераст, міський скарбник, і брат Кварт» (Рим. 16:23).
Про особу Куарта відомостей не збереглося. Судячи з латинського імені, він був римлянином і, ймовірно, був досить відомий серед християн того часу, оскільки Павло від його імені з Коринфа вітає римську церкву.
Згідно з церковним переказом Куарт був єпископом Беріту (Віріта), тобто Бейрута. У грецьких і слов'янських Мінеях про Куарта знаходяться мізерні відомості: «Куарт святий, іже в тій же (Римської) епістолії згадується, бисть єпископ в Віріте». Також і в Пролозі про нього сказано коротко: «св. Куарт багато постраждав за своє благочестя, звернув багатьох греків до Христа і мирно помер єпископом в Беріть». Ім'я Куарта кілька разів згадується в церковній службі Святим апостолам, але без вказівки будь-яких історичних відомостей про нього.
Пам'ять св. Куарта в православній церкві — 23 листопада (10 листопада за старим стилем), а також 17 січня (4 січня за старим стилем) в день Собору Апостолів від сімдесяти. Католицька церква вшановує пам'ять апостола Куарта 3 листопада.